# 1775 en santé et médecine
| Années de la santé et de la médecine : 1772 - 1773 - 1774 - 1775 - 1776 - 1777 - 1778    |
| Décennies de la santé et de la médecine : 1740 - 1750 - 1760 - 1770 - 1780 - 1790 - 1800 |

Cet article présente les faits marquants de l'année 1775 en santé et médecine.

## Publications
- Percivall Pott : Chirurgical observations. Il contient une étude clinique sur le cancer du scrotum des petits ramoneurs de Londres, qui en fait un précurseur de l’épidémiologie des cancers[1].

## Décès
- 17 juin : Joseph Warren (né en 1741), homme politique, médecin et militaire américain[2].
- 29 octobre : Gabriel François Venel (né en 1723), médecin, pharmacien et chimiste français[3].